# Erigone sagicola
Erigone sagicola Dönitz & Strand, 1906 è un ragno appartenente alla famiglia Linyphiidae.

## Aspetto
Il maschio ha una lunghezza di 4,5 mm, la femmina di 3,5 mm.

Il cefalotorace è di colore marrone scuro, l'addome e lo sternum sono neri, le zampe sono marrone rossastre. Il palpo non presenta artigli.

## Distribuzione
La specie è endemica del Giappone, in particolare è stata osservata solamente a Saga.

## Tassonomia
È stato osservato solamente l'olotipo della specie nel 1906 e ad oggi, 2014, non sono note sottospecie.